# Liste der Baudenkmale in Potsdam/A
Dieser Teil der Liste beinhaltet die Denkmale in Potsdam, die sich in Straßen befinden, die mit A beginnen. Der Stand der Liste ist der 31. Dezember 2020.

## Legende
In den Spalten befinden sich folgende Informationen:
- ID-Nr.: Die Nummer wird vom Brandenburgischen Landesamt für Denkmalpflege vergeben. Ein Link hinter der Nummer führt zum Eintrag über das Denkmal in der Denkmaldatenbank. In dieser Spalte kann sich zusätzlich das Wort Wikidata befinden, der entsprechende Link führt zu Angaben zu diesem Denkmal bei Wikidata.
- Lage: die Adresse des Denkmales und die geographischen Koordinaten. Link zu einem Kartenansichtstool, um Koordinaten zu setzen. In der Kartenansicht sind Denkmale ohne Koordinaten mit einem roten beziehungsweise orangen Marker dargestellt und können in der Karte gesetzt werden. Denkmale ohne Bild sind mit einem blauen bzw. roten Marker gekennzeichnet, Denkmale mit Bild mit einem grünen beziehungsweise orangen Marker.
- Bezeichnung: Bezeichnung in den offiziellen Listen des Brandenburgischen Landesamtes für Denkmalpflege. Ein Link hinter der Bezeichnung führt zum Wikipedia-Artikel über das Denkmal.
- Beschreibung: die Beschreibung des Denkmales
- Bild: ein Bild des Denkmales und gegebenenfalls einen Link zu weiteren Fotos des Baudenkmals im Medienarchiv Wikimedia Commons

## Baudenkmale
| ID-Nr.            | Lage | Bezeichnung | Beschreibung | Bild |
| ----------------- | --- | --- | --- | --- |
| 09157367          | Templiner Vorstadt An der Vorderkappe, Tornowstraße, An der Fährwiese (Lage) | Grünzug an der Vorderkappe, Kölle-Park mit Erweiterung, zwischen Leipziger Straße und Straße an der Fährwiese | | weitere Bilder |
| 09156715          | Südliche Innenstadt Albert-Einstein-Straße 1, 1a-d, 3, 3a, 5, 7, 7a, Heinrich-Mann-Allee 1, 1a-c, 2, 2a-b, 3 (Lage) | Kindl-Brauerei, bestehend aus Sudhaus, Maschinenhaus, Bürogebäude und Garagen (einschließlich Trinkhalle) | Die Brauerei Gebrüder Hoffmann ist an dieser Stelle ab 1884 nachweisbar. 1896 ging sie in den Besitz der Berliner Kindl-Brauerei über. 1925 und 1930 bis 1934 wurden ihre Bauten durch die Architekten Hans Claus und Ernst Richard Schepke umgebaut und im Stil des Backsteinexpressionismus vereinheitlicht. Seit Abschluss der Sanierung 2016 befindet sich auf dem Gelände die Eigentumswohnanlage Hofgärten am Brauhausberg. | weitere Bilder |
| 09155799          | Südliche Innenstadt Albert-Einstein-Straße 2-24 (gerade), Brauhausberg 25-36 (Lage) | Siedlung am ehemaligen Schützenplatz | Die Wohnsiedlung zwischen der Albert-Einstein-Straße und der Straße Brauhausberg wurde von 1934 bis 1936 im Auftrag des Beamten-Wohnungsvereins zu Potsdam e. G., heute Wohnungsbaugenossenschaft 1903 Potsdam eG (WBG), errichtet. Auf dem keilförmigen Grundstück entstanden dreigeschossige Häuserblocks mit Zwei- bis Vierzimmerwohnungen nach Entwürfen des Architekten Heinrich Laurenz Dietz. | Siedlung am ehemaligen Schützenplatz |
| 09155803          | Brandenburger Vorstadt Allee nach Sanssouci (Lage) | Allee nach Sanssouci als Straßenraum | | Allee nach Sanssouci als Straßenraum |
| 09155821          | Brandenburger Vorstadt Allee nach Sanssouci 7, Zimmerstraße 3–6 (Lage) | St.-Josefs-Krankenhaus mit Haupthaus, Kapelle und Erweiterungen, Leichenhalle, Eingangstor mit Einfriedungsmauer sowie zwei Krankenhausgebäuden an der Zimmerstraße | | St.-Josefs-Krankenhaus mit Haupthaus, Kapelle und Erweiterungen, Leichenhalle, Eingangstor mit Einfriedungsmauer sowie zwei Krankenhausgebäuden an der Zimmerstraße              |
| 09155806          | Brandenburger Vorstadt Allee nach Sanssouci 8 (Lage) | Villa | um 1850 | Villa |
| 09156781          | Nauener Vorstadt Alleestraße 8 (Lage) | Wohnhaus | | Wohnhaus |
| 09157143          | Nauener Vorstadt Alleestraße 12 (Lage) | Villa, Stallgebäude mit Remise, Pförtnerhaus, Einfriedung, Pflasterung und Garten | | Villa, Stallgebäude mit Remise, Pförtnerhaus, Einfriedung, Pflasterung und Garten                                                                                                |
| 09155773          | Nauener Vorstadt Alleestraße 13 (Lage) | Mietwohnhaus | | Mietwohnhaus |
| 09156128 Wikidata | Drewitz Alt-Drewitz (Lage) | Dorfkirche Drewitz | Die 1732 geweihte Kirche entwarf vermutlich der Baumeister Johann Gottfried Kemmeter. Der schlichte, auf quadratischem Grundriss stehende Zentralbau mit steilem Pyramidendach und bekrönendem Dachreiter war in Ziegelfachwerk errichtet. Nach einem Blitzeinschlag 1888, der das Gebäude stark beschädigte, wurde die Ostwand massiv gemauert und das Dach sowie der Dachreiter erneuert. Das Kircheninnere schmückt eine barocke Holzkanzel. Die Orgel mit acht Registern baute 1894 Carl Eduard Gesell. Nach dessen Tod vollendete sie sein Schüler und Nachfolger Alexander Schuke. | weitere Bilder |
| 09156101          | Drewitz Alt-Drewitz (Lage) | Gedenkstein für 17 Konzentrationslager-Häftlinge, auf dem Alten Friedhof | Der 1946 aufgestellte Gedenkstein erinnert an mindestens 17 unbekannte, im Frühjahr 1945 ermordete KZ-Häftlinge, die auf dem Friedhof in acht Gräbern beigesetzt sind. Den Stein bekrönt eine Flammenschale und ein Häftlingswinkel mit den Buchstaben „KZ“. Die Inschrift unter einer aufgehenden Sonne lautet: „DEN TOTEN / DIE EHRE / DEN LEBENDEN / DIE PFLICHT“. | [[Vorlage:Bilderwunsch/code!/C:52.35656,13.13065!/D:Drewitz Alt-Drewitz, Gedenkstein für 17 Konzentrationslager-Häftlinge, auf dem Alten Friedhof!/\|BW]]                        |
| 09156805          | Babelsberg Nord Alt Nowawes 22 (Lage) | Mietwohnhaus | um 1910 | Mietwohnhaus |
| 09155843          | Babelsberg Nord Alt Nowawes 39 (Lage) | Mietwohnhaus in der alten „Kolonie Nowawes“ | 1886/1900 | Mietwohnhaus in der alten „Kolonie Nowawes“ |
| 09155844          | Babelsberg Nord Alt Nowawes 41 (Lage) | Eckhaus mit Saalbau in der alten „Kolonie Nowawes“ | 1886/1900 | Eckhaus mit Saalbau in der alten „Kolonie Nowawes“ |
| 09155845          | Babelsberg Nord Alt Nowawes 42 (Lage) | Kolonistenhaus in der alten „Kolonie Nowawes“ | 1764 | Kolonistenhaus in der alten „Kolonie Nowawes“ |
| 09155846          | Babelsberg Nord Alt Nowawes 47 (Lage) | Kolonistenhaus in der alten „Kolonie Nowawes“ | | Kolonistenhaus in der alten „Kolonie Nowawes“ |
| 09155847          | Babelsberg Nord Alt Nowawes 48 (Lage) | Kolonistenhaus in der alten „Kolonie Nowawes“ | 1764 | Kolonistenhaus in der alten „Kolonie Nowawes“ |
| 09155848          | Babelsberg Nord Alt Nowawes 52 (Lage) | Mietwohnhaus in der alten „Kolonie Nowawes“ | 1886/1900 | Mietwohnhaus in der alten „Kolonie Nowawes“ |
| 09155849          | Babelsberg Nord Alt Nowawes 54 (Lage) | Kolonistenhaus in der alten „Kolonie Nowawes“ | | Kolonistenhaus in der alten „Kolonie Nowawes“ |
| 09155850          | Babelsberg Nord Alt Nowawes 55 (Lage) | Kolonistenhaus in der alten „Kolonie Nowawes“ | | Kolonistenhaus in der alten „Kolonie Nowawes“ |
| 09155851          | Babelsberg Nord Alt Nowawes 56 (Lage) | Kolonistenhaus in der alten „Kolonie Nowawes“ | | Kolonistenhaus in der alten „Kolonie Nowawes“ |
| 09155852          | Babelsberg Nord Alt Nowawes 57 (Lage) | Mietwohnhaus in der alten „Kolonie Nowawes“ | | Mietwohnhaus in der alten „Kolonie Nowawes“ |
| 09155853          | Babelsberg Nord Alt Nowawes 58 (Lage) | Mietwohnhaus in der alten „Kolonie Nowawes“ | | Mietwohnhaus in der alten „Kolonie Nowawes“ |
| 09155854          | Babelsberg Nord Alt Nowawes 59 (Lage) | Mietwohnhaus in der alten „Kolonie Nowawes“ | | Mietwohnhaus in der alten „Kolonie Nowawes“ |
| 09155855          | Babelsberg Nord Alt Nowawes 60 (Lage) | Mietwohnhaus in der alten „Kolonie Nowawes“ | | Mietwohnhaus in der alten „Kolonie Nowawes“ |
| 09155857          | Babelsberg Nord Alt Nowawes 64 (Lage) | Mietwohnhaus in der alten „Kolonie Nowawes“ | | Mietwohnhaus in der alten „Kolonie Nowawes“ |
| 09155858          | Babelsberg Nord Alt Nowawes 66 (Lage) | Mietwohnhaus in der alten „Kolonie Nowawes“ | | Mietwohnhaus in der alten „Kolonie Nowawes“ |
| 09155859          | Babelsberg Nord Alt Nowawes 72 (Lage) | Mietwohnhaus in der alten „Kolonie Nowawes“ | | Mietwohnhaus in der alten „Kolonie Nowawes“ |
| 09155860          | Babelsberg Nord Alt Nowawes 74 (Lage) | Mietwohnhaus in der alten „Kolonie Nowawes“ | | Mietwohnhaus in der alten „Kolonie Nowawes“ |
| 09155861          | Babelsberg Nord Alt Nowawes 75 (Lage) | Kolonistenhaus in der alten „Kolonie Nowawes“ | | Kolonistenhaus in der alten „Kolonie Nowawes“ |
| 09156056          | Babelsberg Nord Alt Nowawes 77 (Lage) | Kolonistenhaus in der alten „Kolonie Nowawes“ | | Kolonistenhaus in der alten „Kolonie Nowawes“ |
| 09155862          | Babelsberg Nord Alt Nowawes 83 (Lage) | Kolonistenhaus in der alten „Kolonie Nowawes“ | | Kolonistenhaus in der alten „Kolonie Nowawes“ |
| 09156256          | Babelsberg Nord Alt Nowawes 87 (Lage) | Kolonistenhaus in der alten „Kolonie Nowawes“ | | Kolonistenhaus in der alten „Kolonie Nowawes“ |
| 09155863          | Babelsberg Nord Alt Nowawes 88, 90 (Lage) | Kolonistenhaus in der alten „Kolonie Nowawes“ | | Kolonistenhaus in der alten „Kolonie Nowawes“ |
| 09155864          | Babelsberg Nord Alt Nowawes 92 (Lage) | Mietwohnhaus in der alten „Kolonie Nowawes“ | | Mietwohnhaus in der alten „Kolonie Nowawes“ |
| 09155865          | Babelsberg Nord Alt Nowawes 93a (Lage) | Kolonistenhaus in der alten „Kolonie Nowawes“ | | Kolonistenhaus in der alten „Kolonie Nowawes“ |
| 09155866          | Babelsberg Nord Alt Nowawes 94 (Lage) | Mietwohnhaus in der alten „Kolonie Nowawes“ | | Mietwohnhaus in der alten „Kolonie Nowawes“ |
| 09155867          | Babelsberg Nord Alt Nowawes 95, 97 (Lage) | Kolonistenhaus in der alten „Kolonie Nowawes“ | | Kolonistenhaus in der alten „Kolonie Nowawes“ |
| 09155868          | Babelsberg Nord Alt Nowawes 96 (Lage) | Mietwohnhaus in der alten „Kolonie Nowawes“ | | Mietwohnhaus in der alten „Kolonie Nowawes“ |
| 09156257          | Babelsberg Nord Alt Nowawes 98 (Lage) | Mietwohnhaus in der alten „Kolonie Nowawes“ | | Mietwohnhaus in der alten „Kolonie Nowawes“ |
| 09155869          | Babelsberg Nord Alt Nowawes 100 (Lage) | Kolonistenhaus in der alten „Kolonie Nowawes“ | | Kolonistenhaus in der alten „Kolonie Nowawes“ |
| 09155870          | Babelsberg Nord Alt Nowawes 101 (Lage) | Kolonistenhaus in der alten „Kolonie Nowawes“ | | Kolonistenhaus in der alten „Kolonie Nowawes“ |
| 09155871          | Babelsberg Nord Alt Nowawes 103 (Lage) | Kolonistenhaus in der alten „Kolonie Nowawes“ | | Kolonistenhaus in der alten „Kolonie Nowawes“ |
| 09155872          | Babelsberg Nord Alt Nowawes 105 (Lage) | Kolonistenhaus in der alten „Kolonie Nowawes“ | | Kolonistenhaus in der alten „Kolonie Nowawes“ |
| 09155873          | Babelsberg Nord Alt Nowawes 106, 106a (Lage) | Kolonistenhaus in der alten „Kolonie Nowawes“ | | Kolonistenhaus in der alten „Kolonie Nowawes“ |
| 09155874          | Babelsberg Nord Alt Nowawes 110 (Lage) | Kolonistenhaus in der alten „Kolonie Nowawes“ | | Kolonistenhaus in der alten „Kolonie Nowawes“ |
| 09155875          | Babelsberg Nord Alt Nowawes 112, 114 (Lage) | Kolonistenhaus in der alten „Kolonie Nowawes“ | | Kolonistenhaus in der alten „Kolonie Nowawes“ |
| 09155005          | Nördliche Innenstadt Alter Markt (Lage) | Platzraum, älteste Platzanlage Potsdams | Alter Markt | weitere Bilder |
| 09156268          | Nördliche Innenstadt Am Alten Markt (Lage) | Obelisk | Der Obelisk auf dem Alten Markt entstand 1755 nach einem Entwurf von Georg Wenzeslaus von Knobelsdorff. Den skulpturalen Schmuck fertigten Gottlieb Heymüller und Johann Peter Benkert. Benjamin Giese schuf vier Medaillons mit den Bildnissen des Großen Kurfürsten Friedrich Wilhelm, Friedrich I., Friedrich Wilhelm I. und Friedrich II. Nach dem Abbau 1969 und der Erneuerung des beschädigten Originals wurden die Hohenzollernbildnisse durch Porträts der Architekten Georg Wenzeslaus von Knobelsdorff, Carl von Gontard, Karl Friedrich Schinkel und Ludwig Persius ersetzt. | weitere Bilder |
| 09155010          | Nördliche Innenstadt Am Alten Markt 9 (Lage) | Rathaus, Kulturhaus mit Erweiterung | Das Alte Rathaus entstand von 1753 bis 1755 nach Plänen der Baumeister Johann Boumann und Carl Ludwig Hildebrandt. Nach schweren Beschädigungen im Zweiten Weltkrieg wurde es 1966 als Kulturhaus wieder eröffnet. | weitere Bilder |
| 09155011          | Nördliche Innenstadt Am Alten Markt 9 (Lage) | Bürgerliches Wohnhaus, „Knobelsdorffhaus“ | Das Gebäude entstand 1750 nach Plänen von Georg Wenzeslaus von Knobelsdorff. Vorbild war das vom englischen Architekten Roger Morris und Colen Campbell entworfene Marble Hill House. | Bürgerliches Wohnhaus, „Knobelsdorffhaus“ |
| 09155012 Wikidata | Nördliche Innenstadt Am Alten Markt 29 (Lage) | Nikolaikirche | Der Zentralbau entstand zwischen 1830 und 1837 nach Plänen von Karl Friedrich Schinkel im klassizistischen Stil. Die Kuppel wurde von Zeit von 1843 bis 1850 aufgesetzt. Die Bauleitung hatte Ludwig Persius und ab 1845 Friedrich August Stüler. | weitere Bilder |
| 09156827          | Nördliche Innenstadt Am Bassin (Lage) | Straßenzug in der II. Barocken Stadterweiterung | Die Straße Am Bassin, wie sie seit Ende des 18. Jahrhunderts genannt wird, begrenzt die Westseite des Bassinplatzes. Sie mündet im Norden in die Gutenbergstraße und im Süden in die Charlottenstraße. Im Zuge der zweiten barocken Stadterweiterung wurden in den 1730er Jahren, westlich des „Holländischen Bassins“, wahrscheinlich barocke Typenhäuser errichtet, wie sie teilweise noch in der Brandenburger Straße zu finden sind. Friedrich II. ließ die Häuser zwischen 1773 und 1785 abreißen und durch Neubauten ersetzen. Der Baumeister Carl von Gontard entwarf dreigeschossige Backsteinbauten, die sich dem Erscheinungsbild des nördlich angrenzenden Holländischen Viertels annäherten. In den Häusern Am Bassin wohnten vor allem Handwerker und Kaufleute. | Straßenzug in der II. Barocken Stadterweiterung |
| 09155237          | Nördliche Innenstadt Am Bassin (Lage) | Sowjetischer Ehrenfriedhof | Der Ehrenfriedhof auf dem Bassinplatz wurde ab 1946 durch die Sowjetische Militäradministration in Deutschland (SMAD) angelegt. Bis 1947 fanden dort 383 Soldaten der sowjetischen Armee ihre letzte Ruhe, die während der Kampfhandlungen in und um Potsdam Ende des Zweiten Weltkriegs fielen oder an den Kriegsfolgen starben. Der Drewitzer Bildhauer A. Brahms schuf das 1949 errichtete, 14 Meter hohe Denkmal in der Form eines Obelisken, der auf einem fünfeckigen Sockel aus Lausitzer Granit ruht. Um den Obelisken gruppieren sich vier überlebensgroße Bronzefiguren, die sowjetische Soldaten verschiedener Waffengattungen darstellen. | weitere Bilder |
| 09155239          | Nördliche Innenstadt Am Bassin (Lage) | Französische Kirche | Die Entwürfe für die älteste erhaltene Kirche im historischen Stadtgebiet stammen von Georg Wenzeslaus von Knobelsdorff. Von 1752 bis 1753 wurde die Kirche für die französisch-reformierte Gemeinde Potsdams errichtet. | weitere Bilder |
| 09155247          | Nördliche Innenstadt Am Bassin 1 (Lage) | Bürgerliches Wohnhaus | Baujahr: 1787, Baumeister: Carl von Gontard | Bürgerliches Wohnhaus |
| 09155248          | Nördliche Innenstadt Am Bassin 2 (Lage) | Bürgerliches Wohnhaus, ohne Quergebäude | Baujahr: 1785, Baumeister: Carl von Gontard | Bürgerliches Wohnhaus, ohne Quergebäude |
| 09155249          | Nördliche Innenstadt Am Bassin 3 (Lage) | Bürgerliches Wohnhaus | Baujahr: 1783, Baumeister: Carl von Gontard in Zusammenarbeit mit Johann Rudolf Heinrich Richter | Bürgerliches Wohnhaus |
| 09155250          | Nördliche Innenstadt Am Bassin 4 (Lage) | Bürgerliches Wohnhaus, ohne Seitenflügel | Baujahr: 1782, Baumeister: Carl von Gontard | Bürgerliches Wohnhaus, ohne Seitenflügel |
| 09155251          | Nördliche Innenstadt Am Bassin 5 (Lage) | Bürgerliches Wohnhaus, ohne linken Seitenflügel | Baujahr: 1781, Baumeister: Carl von Gontard | Bürgerliches Wohnhaus, ohne linken Seitenflügel |
| 09155252          | Nördliche Innenstadt Am Bassin 6 (Lage) | Bürgerliches Wohnhaus, ohne linken Seitenflügel | Baujahr: 1780, Baumeister: Carl von Gontard | Bürgerliches Wohnhaus, ohne linken Seitenflügel |
| 09155253          | Nördliche Innenstadt Am Bassin 7, Brandenburger Straße 37 (Lage) | Bürgerliches Wohnhaus | Baujahr: 1776, Baumeister: Carl von Gontard | Bürgerliches Wohnhaus |
| 09155254          | Nördliche Innenstadt Am Bassin 8 (Lage) | Bürgerliches Wohnhaus | Baujahr: 1776, Baumeister: Carl von Gontard | Bürgerliches Wohnhaus |
| 09155255          | Nördliche Innenstadt Am Bassin 9 (Lage) | Bürgerliches Wohnhaus | Baujahr: 1773, Baumeister: Carl von Gontard | Bürgerliches Wohnhaus |
| 09155256          | Nördliche Innenstadt Am Bassin 10 (Lage) | Bürgerliches Wohnhaus mit Gedenktafel für Wolfgang Amadeus Mozart, ohne rechten Seitenflügel und Quergebäude | Baujahr: 1773, Baumeister: Carl von Gontard. In diesem Haus soll Wolfgang Amadeus Mozart logiert haben, als er sich im April/Mai 1789 um eine Anstellung am preußischen Hof bemühte. | Bürgerliches Wohnhaus mit Gedenktafel für Wolfgang Amadeus Mozart, ohne rechten Seitenflügel und Quergebäude                                                                     |
| 09155257          | Nördliche Innenstadt Am Bassin 11 (Lage) | Bürgerliches Wohnhaus | Baujahr: 1773, Baumeister: Carl von Gontard | Bürgerliches Wohnhaus |
| 09155258          | Nördliche Innenstadt Am Bassin 12, Charlottenstraße 83 (Lage) | Bürgerliches Wohnhaus | Baujahr: 1775, Baumeister: Carl von Gontard | Bürgerliches Wohnhaus |
| 09155238          | Nördliche Innenstadt Am Bassin 13 (Lage) | Katholische Kirche St. Peter und Paul | Die Kirche mit dem fast 60 Meter hohen italienischen Glockenturm wurde 1867–1870 nach Plänen von August Stüler und Wilhelm Salzenberg errichtet. Die Architektur der Kirche ist vom eklektizistischen Baustil geprägt, byzantinische und romanische Stilelemente kamen zur Anwendung. | weitere Bilder |
| 09157353          | Klein Glienicke Am Böttcherberg 8 (Lage) | Wohnhaus mit Garten | Eingeschossiges Wohnhaus mit Krüppelwalmdach, erbaut 1898. Entwurf & Ausführung: Hermann Otto Blume, Bauunternehmer. | Wohnhaus mit Garten |
| 09155838          | Teltower Vorstadt Am Brunnen 1–31, Drevesstraße 1–33, 33a–b, 34, 34a–b, 35–64, Heinrich-Mann-Allee 26–64, Kottmeierstraße 1–9, Kunersdorfer Straße 1–10, 14, 14a–b, 15, 15a, 16, 16a, 18, 18a–b, 19, 19a–b, 20, 20a, 21, 21a–b, 22, 22a–b, 23, 23a, 24–38 (Lage) | Siedlung des Beamten-Wohnungs-Vereins zu Potsdam (einschließlich Erweiterung) mit Freiräumen, der Straßenpflasterung und -begrünung | Der Beamten-Wohnungsverein zu Potsdam erwarb 1922 ein rund 30 ha großes Gelände, auf dem eine Gartenstadtsiedlung errichtet werden sollte. Geplant waren Wohnhäuser mit etwa 150 m² Gartenfläche je Wohneinheit. Der Architekt Hans Hermann Ludwig Blohm erstellte die einzelnen Entwürfe, die der Architekt Reinhold Mohr künstlerisch begleitete. An der Heinrich-Mann-Allee begann 1923 der Bau zusammenhängender Ein- und Mehrfamilienhäuser. Ab 1925 folgte die Siedlungsbebauung mit zweigeschossigen, zum Teil auch dreigeschossigen Einzel-, Doppel- und Reihenhäusern. Nach Abschluss der Arbeiten 1930 waren 148 Häuser mit insgesamt 510 Zwei- bis Fünfzimmerwohnungen geschaffen worden. Alle Häuser erhielten Vor- und Nutzgärten. An der Ecke Kunersdorfer Straße/Ecke Am Brunnen wurde aus Anlass des 25-jährigen Bestehens des Beamten-Wohnungsvereins 1928 ein Brunnen eingeweiht. | Siedlung des Beamten-Wohnungs-Vereins zu Potsdam (einschließlich Erweiterung) mit Freiräumen, der Straßenpflasterung und -begrünung                                              |
| 09156349          | Waldstadt I Am Fenn 1–16, 18–26, 28–36, Käuzchenweg 1–32, Unter den Eichen 1–50 (Lage) | Erwerbslosen-Siedlung „Am Stadtrand“ | | Erwerbslosen-Siedlung „Am Stadtrand“ |
| 09156554          | Stern Am Gehölz 16 (Lage) | Landhaus Hachfeld mit Remise, Garten und Einfriedung | | Landhaus Hachfeld mit Remise, Garten und Einfriedung |
| 09155829          | Südliche Innenstadt Am Havelblick 5a (Lage) | Villa | Das Gebäude entstand um 1873 als Gartenhaus oder Pavillon in Form eines Antentempels mit angefügtem Belvedereturm. 1923 wurde es nach Plänen des Architekten Fritz Wilms durch einen Anbau zum ständigen Wohnhaus erweitert. | Villa |
| 09155830          | Südliche Innenstadt Am Havelblick 8 (Lage) | Straßenseitige Fassade der Kriegsschule (später Reichsarchiv und Landtagssitz) | Die Kriegsschule wurde von 1899 bis 1902 unter der Leitung von Franz Schwechten errichtet. Das Haus diente später als Reichsarchiv und Landtagsgebäude. | weitere Bilder |
| 09156174          | Am Heineberg 2 (Lage) | Chausseehaus mit Remise | | weitere Bilder |
| 09155226          | Nördliche Innenstadt Am Kanal (Lage) | Plastik „Kinder mit Reifen“ | Die Bronzeplastik „Kinder mit Reifen“ wurde 1964/65 von Hans Klakow geschaffen. Sie steht auf einem Grünstreifen am Rand eines Parkplatzes Am Kanal/Joliot-Curie-Straße. Die auf einem 0,55 Meter hohen, 0,90 Meter breiten und 0,90 Meter tiefen Kunststeinsockel platzierte Kindergruppe ist 1,55 Meter hoch. Sie zeigt zwei Jungen und ein Mädchen unterschiedlichen Alters, die mit leicht nach hinten oder zur Seite geneigten Oberkörpern im Kreis stehen und mit ihren Händen einen Reifen umfassen. | weitere Bilder |
| 09155075          | Nördliche Innenstadt Am Kanal 3 (Lage) | Kommandantenhaus der Garde du Corps | Das 1752/53 erbaute Kommandantenhaus gehörte ursprünglich zum 1945 zerstörten Kasernenkomplex des Regiments der Gardes du Corps, der nach Plänen von Georg Wenzeslaus von Knobelsdorff errichtet wurde. Die Attika des dreigeschossigen palastartigen, durch ionische Kolossalpilaster auf leicht geböschtem Sockelgeschoss gegliederten Putzbaus wird mit Vasen bekrönt, die ursprünglich Johann Melchior Kambly schuf (ein Original ist erhalten). | Kommandantenhaus der Garde du Corps |
| 09155076          | Nördliche Innenstadt Am Kanal 4, 4a (Lage) | Bürgerliches Wohnhaus mit Kaserne, letztes Beispiel der Typenhäuser der I. Stadterweiterung | Das Haus Nr. 4 diente als sogenannte Kaserne der Unterbringung von Soldaten. Es gehörte zum westlich angrenzenden bürgerlichen Wohnhaus Nr. 4a, das als Typenhaus die Bebauung der Straße unter Friedrich Wilhelm I. verdeutlicht. Es ist vermutlich 1724 nach dem Entwurf von Pierre de Gayette errichtet worden. Lediglich der Balkon ist um 1900 hinzugefügt worden. | Bürgerliches Wohnhaus mit Kaserne, letztes Beispiel der Typenhäuser der I. Stadterweiterung                                                                                      |
| 09155077          | Nördliche Innenstadt Am Kanal 5 (Lage) | Mietwohnhaus | Die an das Haus Am Kanal 4a nach Westen anschließenden Gebäude waren als bürgerliche Wohnhäuser mit Kaserne und dazwischenliegenden Torwegen die gleichen Typenhäuser wie Nr. 4 mit Nr. 4a und vermutlich 1724 ebenfalls nach Gayettes Entwürfen erbaut worden. Nach ihrer teilweisen Zerstörung beim Luftangriff auf Potsdam 1945 wurden sie in den 1950er Jahren als zusammenhängender Baublock mit fünf Eingängen wieder aufgebaut. | Mietwohnhaus |
| 09156269          | Nördliche Innenstadt Am Kanal 5a (Lage) | Mietwohnhaus | wie Am Kanal 5 | Mietwohnhaus |
| 09156270          | Nördliche Innenstadt Am Kanal 5b (Lage) | Mietwohnhaus | wie Am Kanal 5 | Mietwohnhaus |
| 09155078          | Nördliche Innenstadt Am Kanal 6 (Lage) | Mietwohnhaus | wie Am Kanal 5 | Mietwohnhaus |
| 09156271          | Nördliche Innenstadt Am Kanal 6a (Lage) | Mietwohnhaus | wie am Kanal 5 | Mietwohnhaus |
| 09156772          | Nördliche Innenstadt Am Kanal 16–18 (Lage) | Hauptpostamt | In der Regierungszeit Wilhelms II. zwischen 1894 und 1900 in zwei Bauabschnitten errichtete „Kaiserliche Ober-Post-Direktion“. Den dreigeschossigen, neobarocken Gebäudekomplex entwarf Baurat Hacker. Die ursprünglich den Mittelrisalit und die vier Eckrisalite bekrönenden Kuppeln ließ Oberbürgermeister Hans Friedrichs 1936 aus ästhetischen Gründen entfernen, da sie seiner Ansicht nach die Wirkung der nahen Kirchenkuppel von St. Nikolai beeinträchtigten. Nach den schweren Beschädigungen Ende des Zweiten Weltkriegs wurden die Fassaden vereinfacht wiederhergestellt. Ein Teil des Gebäudes beherbergt noch heute die Hauptpost. | weitere Bilder |
| 09155224          | Nördliche Innenstadt Am Kanal 47 (Lage) | Wandgemälde im Foyer der Stadt- und Landesbibliothek | Das zwischen 1971 und 1974 entstandene Wandgemälde „Erben des Spartacus“ schuf Kurt-Hermann Kühn (1926–1989) für die Eingangshalle der ehemaligen Stadt- und Landesbibliothek. Das aus fünf Feldern bestehende Gemälde zeigt Szenen aus dem Spartacusaufstand 73 v. Chr., dem Bauernkrieg, einen Lesenden über der Erdkugel („Freiheit des Geistes“), Szenen der Französischen Revolution, der Märzrevolution und der Oktoberrevolution. Nach dem Umbau des Gebäudes zum BildungsForum wurden die Bildfelder auf drei Räume verteilt. | [[Vorlage:Bilderwunsch/code!/C:52.397172,13.059174!/D:Nördliche Innenstadt Am Kanal 47, Wandgemälde im Foyer der Stadt- und Landesbibliothek!/\|BW]]                             |
| 09156555          | Nördliche Innenstadt Am Kanal 66, 66a, 67, 67a (Lage) | Kinderkrippe und Kindertagesstätte der Deutschen Post | Den zweigeschossigen Ziegelbau errichtete der Architekt W. Höll 1954 als Kinderkrippe und Kindertagesstätte der Deutschen Post. 1978 erfolgte eine Erweiterung. Heute wird das Gebäude als Wohn- und Geschäftshaus genutzt. In einem Anbau ist die Integrationskindertagesstätte „Am Kanal“ des Evangelischen Jugend- und Fürsorgewerks eingerichtet (Stand 2013). | Kinderkrippe und Kindertagesstätte der Deutschen Post |
| 09156107          | Potsdam West Am Luftschiffhafen 1 (Lage) | Regattahaus des „Land- und Wassersportplatzes Luftschiffhafen“ | Das Regattahaus entstand 1925 nach dem Entwurf des Architekten Reinhold Mohr im Stil der klassischen Moderne. Der dreigeschossige Ziegelbau diente als Restaurant und war Sitz der Regattaleitung. 1926 folgte eine Erweiterung der Wirtschaftsräume, 1929/30 der Anbau eines zweigeschossigen Hauptsaals (Sommerhalle) und 1934 der Umbau der Weinterrasse auf der Südwestseite. | Regattahaus des „Land- und Wassersportplatzes Luftschiffhafen“ |
| 09157072          | Potsdam West Am Luftschiffhafen 1 (Lage) | Verwaltungs- und Wohngebäude „Hüllennäherei“ | Im 1914 errichteten Verwaltungs- und Sozialgebäude waren wahrscheinlich Büroräume, Küchen, Speisesäle, Sanitärräume, die Portierswohnung und Unterkünfte für Arbeiter und Angestellte untergebracht. Bis 1916 befand sich darin vermutlich auch eine Näherei für (Zeppelin-)Ballonhüllen. Wegen fehlender Unterlagen sind Architekt und vollständige Nutzung nicht gesichert. | [[Vorlage:Bilderwunsch/code!/C:52.37723,13.014748!/D:Potsdam West Am Luftschiffhafen 1, Verwaltungs- und Wohngebäude „Hüllennäherei“!/\|BW]]                                     |
| 09156108          | Potsdam West Am Luftschiffhafen 2 (Lage) | Tribüne des „Land- und Wassersportplatzes Luftschiffhafen“ | Für das Stadion entwarf Reinhold Mohr 1926 eine zweigeschossige Tribüne in einer Ziegel-Holz-Konstruktion. Im klinkerverkleideten Unterbau befinden sich die Toiletten und Umkleidekabinen. | Tribüne des „Land- und Wassersportplatzes Luftschiffhafen“ |
| 09155811          | Potsdam West Am Luftschiffhafen 2 (Lage) | Eingangssituation des „Land- und Wassersportplatzes Luftschiffhafen“ | Als Eingangs- und Kassengebäude zum ehemaligen Luftschiffhafen entwarf das Berliner Architekturbüro Bielenberg & Moser 1911 einen Ziegelbau mit zwei flankierenden Türmen, die mit welschen Hauben bekrönt waren. Reinhold Mohr ersetzte sie 1935 durch einfache Walmdächer. Das gesamte Gelände, so auch den Eingangsbereich, gestaltete ab 1924 der Gartenarchitekt Hans Kölle. | Eingangssituation des „Land- und Wassersportplatzes Luftschiffhafen“ |
| 09157092          | Potsdam West Am Luftschiffhafen 2 (Lage) | Musikpavillon („Musikhalle“) auf dem ehemaligen „Land- und Wassersportplatz Luftschiffhafen“ | In der Achse des Regattahauses errichtete Reinhold Mohr 1932 einen Musikpavillon. Das Orchester saß auf einer überdachten, fast quadratischen Plattform am Ufer des Templiner Sees und war zur Seeseite mit Glassprossenwänden abgeschirmt. | Musikpavillon („Musikhalle“) auf dem ehemaligen „Land- und Wassersportplatz Luftschiffhafen“                                                                                     |
| 09155801          | Nauener Vorstadt Am Neuen Garten (Lage) | Stele, Eingang Am Neuen Garten | Die „Gedenkstele“ an der Alleestraße, nahe dem Eingang zum Neuen Garten, ist ein 1969/70 geschaffenes Werk des Bildhauers Jürgen von Woyski. Sie entstand zum Gedenken an die Opfer von Krieg und Gewaltherrschaft. Die 5,20 Meter hohe Stele aus Cottaer Sandstein stellt eine brennende Fackel dar, aus deren lodernden Flammen Figuren heraustreten. Die untere und mittlere Ebene zeigt niederstürzende, sitzende und kniende Menschen. Über ihnen steht eine Gruppe in aufrechter Körperhaltung, die sich an den Händen fasst. | Stele, Eingang Am Neuen Garten |
| 09157090          | Nauener Vorstadt Am Neuen Garten 6 (Lage) | Wohnhaus | Baujahr 1875/76 Ernst Petzholtz | Wohnhaus |
| 09156604          | Nauener Vorstadt Am Neuen Garten 7 (Lage) | Villa Schwengberg mit Wohnhaus, Stall- und Remisengebäude, Hofpflasterung sowie Garten mit Einfriedung | Der Bauherr ist unbekannt. Die im spätklassizistischen Stil wahrscheinlich zwischen 1870 und 1879 erbaute Villa erhielt ihre Bezeichnung nach dem emeritierten Prediger Otto Schwengberg, der das Haus in den 1890er Jahren bewohnte. Aufgrund architektonischer Parallelen zur Villa Quistorp (siehe: Hegelallee 1) wird der Bau dem Hofbau- und Hofmaurermeister Ernst Petzholtz zugeschrieben. | Villa Schwengberg mit Wohnhaus, Stall- und Remisengebäude, Hofpflasterung sowie Garten mit Einfriedung                                                                           |
| 09156109          | Nauener Vorstadt Am Neuen Garten 16 (Lage) | Borchert-Stift mit Resten des Gartens | | Borchert-Stift mit Resten des Gartens |
| 09156110          | Nauener Vorstadt Am Neuen Garten 17 (Lage) | Wohnhaus mit Remise und Einfriedung | | Wohnhaus mit Remise und Einfriedung |
| 09156111          | Nauener Vorstadt Am Neuen Garten 19 (Lage) | Villa von Bronikowsky mit Gartenanlage, Vorgarten und Einfriedung | Das Wohnhaus im spätklassizistischen Stil entstand 1872/73 im Auftrag des Hauptmanns a. D. und Stadtrats von Bronikowsky. Der Hofmaurermeister Friedrich August Hasenheyer führte die Bauarbeiten aus. | Villa von Bronikowsky mit Gartenanlage, Vorgarten und Einfriedung |
| 09156112          | Nauener Vorstadt Am Neuen Garten 22 (Lage) | Wohnhaus Behrend mit Remise, Einfriedung und Resten des Gartens (Johanna-Arnhold-Stift) | | Wohnhaus Behrend mit Remise, Einfriedung und Resten des Gartens (Johanna-Arnhold-Stift)                                                                                          |
| 09156113          | Nauener Vorstadt Am Neuen Garten 23, Große Weinmeisterstraße 14a (Lage) | Villa mit Einfriedung, Vorgarten mit Brunnen | | Villa mit Einfriedung, Vorgarten mit Brunnen |
| 09156552          | Nauener Vorstadt Am Neuen Garten 25 (Lage) | Villa von Mirbach, mit Einfriedung | Der Holzhändler Wilhelm Schwand ließ 1874/75 von den Baumeistern August Grabkowsky und Carl Partik zwei nebeneinander stehende Häuser errichten (Villa Nr. 25 und Kleinmiethaus Nr. 26). Nach dem Kauf des Anwesens durch Ernst von Mirbach 1885 erfolgten einige Umbauten: 1893 im Innern der Villa, 1898 ein Anbau mit Durchfahrt nach dem Entwurf des Oberbaurats Lothar Krüger, den Grabkowsky ausführte, und 1925 ein weiterer Anbau. 1937 kam noch ein Garagenvorbau hinzu. Die Architektur zeigt Stilelemente des Spätklassizismus und der italienischen Renaissance. | Villa von Mirbach, mit Einfriedung |
| 09156556          | Nauener Vorstadt Am Neuen Garten 27 (Lage) | Villa mit Einfriedung und Garagengebäude | | Villa mit Einfriedung und Garagengebäude |
| 09156557          | Nauener Vorstadt Am Neuen Garten 28 (Lage) | Villa mit Einfriedung | | Villa mit Einfriedung |
| 09156114          | Nauener Vorstadt Am Neuen Garten 29–32 (Lage) | Kaiserin-Augusta-Stift | Das 1900–1902 nach Plänen von Arthur Kickton errichtete Gebäude der 1872 gegründeten Stiftung weist neuromanische Stilmerkmale auf. Das Haus enthält heute Eigentumswohnungen. | Kaiserin-Augusta-Stift |
| 09156244          | Nauener Vorstadt Am Neuen Garten 33 (Lage) | Landhaus von Seeler | | Landhaus von Seeler |
| 09156248          | Nauener Vorstadt Am Neuen Garten 34 (Lage) | Landhaus Huber | | Landhaus Huber |
| 09156558          | Nauener Vorstadt Am Neuen Garten 35 (Lage) | Villa von Stülpnagel, mit Remise und Resten der Zufahrtswege | Die ursprünglich eingeschossige Villa entstand 1874/75 für Auguste Julitz, geb. Schulz, Ehefrau des Berliner Hof-Traiteurs Ernst Julitz. Vermutlich erstellte der Architekt Ernst Julitz die Entwürfe für das spätklassizistische Wohnhaus, das 1933 durch die Potsdamer Architekten von Estorff & Winkler aufgestockt wurde. | Villa von Stülpnagel, mit Remise und Resten der Zufahrtswege |
| 09156639          | Nauener Vorstadt Am Neuen Garten 36 (Lage) | Landhaus Otto von Estorff | | Landhaus Otto von Estorff |
| 09156285          | Nauener Vorstadt Am Neuen Garten 39 (Lage) | Landhaus Vohwinkel | | Landhaus Vohwinkel |
| 09156087          | Nauener Vorstadt Am Neuen Garten 40 (Lage) | Landhaus Tappert | | Landhaus Tappert |
| 09155761          | Nauener Vorstadt Am Neuen Garten 41 (Lage) | Landhaus Koschwald | | Landhaus Koschwald |
| 09156286          | Nauener Vorstadt Am Neuen Garten 42a (Lage) | Landhaus Winnig | | Landhaus Winnig |
| 09156287          | Nauener Vorstadt Am Neuen Garten 43/44 (Lage) | Doppelhaus der Schlossverwaltung | | Doppelhaus der Schlossverwaltung |
| 09156288          | Nauener Vorstadt Am Neuen Garten 45 (Lage) | Landhaus Wille | | Landhaus Wille |
| 09156289          | Nauener Vorstadt Am Neuen Garten 47 (Lage) | Landhaus Volkmann | | Landhaus Volkmann |
| 09156290          | Nauener Vorstadt Am Neuen Garten 49 (Lage) | Landhaus von Achenbach | | [[Vorlage:Bilderwunsch/code!/C:52.420707,13.067379!/D:Nauener Vorstadt Am Neuen Garten 49, Landhaus von Achenbach!/\|BW]]                                                        |
| 09156234          | Nauener Vorstadt Am Neuen Garten 50/51 (Lage) | Landhaus Kempff mit Gartenhaus | Kempff | Landhaus Kempff mit Gartenhaus |
| 09156605          | Nauener Vorstadt Am Neuen Garten 52 (Lage) | Landhaus Pfister | | Landhaus Pfister |
| 09155796          | Nauener Vorstadt Am Neuen Garten 64 (Lage) | Gedenkstein für Ernst Thälmann | Den 1969 enthüllten Gedenkstein vor dem ehemaligen „Haus der Jungen Pioniere Erich Weinert“, seit 1990 „Treffpunkt Freizeit“, schuf der Bildhauer Horst Misch (* 1931). Das roh behauene Denkmal aus Sandstein trägt die Inschrift „ZU EHREN ERNST THÄLMANNS“. Ein Porträtmedaillon zeigt den im KZ Buchenwald ermordeten KPD-Vorsitzenden Ernst Thälmann im Profil mit Schirmmütze. | Gedenkstein für Ernst Thälmann |
| 09155797          | Nauener Vorstadt Am Neuen Garten 64 (Lage) | Gedenkstein für Spanienkämpfer | | Gedenkstein für Spanienkämpfer |
| 09155015          | Nördliche Innenstadt Am Neuen Markt 1 (Lage) | Bürgerliches Wohnhaus, „Kabinetthaus“, Geburtshaus Friedrich Wilhelms III. und Wilhelm von Humboldts | Das 1753 wahrscheinlich von Friedrich Wilhelm Diterichs entworfene Haus für den Landprediger Krumbholz bewohnte von 1765 bis 1786 Kronprinz Friedrich Wilhelm. Von 1788 bis 1806 war es Sitz der Königlichen Ingenieurakademie und ab 1833 des Königlich-Preußischen Kabinetts, das dem Gebäude seinen Namen gab. | weitere Bilder |
| 09155016          | Nördliche Innenstadt Am Neuen Markt 2 (Lage) | Bürgerliches Wohnhaus | Baujahr: 1773, Baumeister: Georg Christian Unger | Bürgerliches Wohnhaus |
| 09155017          | Nördliche Innenstadt Am Neuen Markt 3 (Lage) | Bürgerliches Wohnhaus | Erbaut für den Hofzimmermeister Johann Georg Brendel, Baujahr: 1773, Baumeister: Georg Christian Unger | [[Vorlage:Bilderwunsch/code!/C:52.396375,13.05798!/D:Nördliche Innenstadt Am Neuen Markt 3, Bürgerliches Wohnhaus!/\|BW]]                                                        |
| 09155018          | Nördliche Innenstadt Am Neuen Markt 6 (Lage) | Bürgerliches Wohnhaus | Baujahr: 1773, Baumeister: Georg Christian Unger | Bürgerliches Wohnhaus |
| 09155019          | Nördliche Innenstadt Am Neuen Markt 7 (Lage) | Bürgerliches Wohnhaus | Baujahr: 1773, Baumeister: Georg Christian Unger | Bürgerliches Wohnhaus |
| 09155020          | Nördliche Innenstadt Am Neuen Markt 8 (Lage) | Bürgerliches Wohnhaus | Baujahr: 1773, Baumeister: Georg Christian Unger | Bürgerliches Wohnhaus |
| 09155021          | Nördliche Innenstadt Am Neuen Markt 9 (Lage) | Kutschpferdestall einschließlich Schmiede und Nebengebäude | Ehemaliger Kutschpferdestall, der heute das „Haus der Brandenburgisch-Preußischen Geschichte“ beherbergt (Stand 2013). Das Gebäude entstand zwischen 1787 und 1789 nach Entwürfen von Andreas Ludwig Krüger und ersetzte einen 1671 von Johann Gregor Memhardt errichteten Fachwerkbau. Den skulpturalen Dachschmuck fertigten die Brüder Johann Christoph und Michael Christoph Wohler sowie Johannes Eckstein. | weitere Bilder |
| 09155022          | Nördliche Innenstadt Am Neuen Markt 10 (Lage) | Bürgerliches Wohnhaus | Baujahr: 1752, Baumeister: Jan Bouman | Bürgerliches Wohnhaus |
| 09155023          | Nördliche Innenstadt Am Neuen Markt 11 (Lage) | Bürgerliches Wohnhaus | Baujahr: 1752, Baumeister: Jan Bouman | Bürgerliches Wohnhaus |
| 09155024          | Nördliche Innenstadt Am Neuen Markt 12 (Lage) | Ratswaage | In der 1836 wahrscheinlich nach Entwurf von Christian Heinrich Ziller errichteten Ratswaage, wurden ganze Fuhrwerke mit ihrer Ladung gewogen. | weitere Bilder |
| 09155812          | Brandenburger Vorstadt Am Neuen Palais 1 (Lage) | Empfangsgebäude des Kaiserbahnhofs, am Bahnhof Wildpark | Von 1905 bis 1909 wurde der Bahnhof im englischen Cottage-Stil aus Sandstein nach Plänen und unter Leitung des Hofarchitekten Ernst von Ihne erbaut. Hauptteil ist das eingeschossige Empfangsgebäude im Stil einer englischen Landhausvilla. | weitere Bilder |
| 09156160          | Nauener Vorstadt Am Pfingstberg 16, Höhenstraße 3 (Lage) | Landhaus Roux mit Gartenanlage | | weitere Bilder |
| 09156630          | Nauener Vorstadt Am Pfingstberg 18, Höhenstraße 4 (Lage) | Landhaus Marie von Estorff mit Seitenflügel, Garage und Zufahrt sowie der Gartenanlage | | weitere Bilder |
| 09157087          | Nauener Vorstadt Am Pfingstberg 40 (Lage) | Winzerhaus | | Winzerhaus |
| 09156095          | Bornim Am Raubfang 6, 7, Florastraße 26 (Lage) | Staudengärtnerei Karl Foerster (Foerster-Stauden GmbH), mit Wohnhaus und zugehörigen Hausgärten, Waldgarten, Büro- und Fachwerklagergebäude sowie Obergärtnerhaus mit Garten                                                                                            | Wohnhaus des Staudenzüchters Karl Foerster | weitere Bilder |
| 09156094          | Bornim Am Raubfang 19 (Lage) | Wohnhaus Bonk | Das eingeschossige Wohnhaus aus gekalktem Backstein mit steilem Walmdach entwarf der Vertreter der organischen Architektur Hans Scharoun. Das 1938 errichtete Haus für Emil Bonk, einen Mitarbeiter des Staudenzüchters Karl Foerster, konnte mit Scharouns selbst entworfener Inneneinrichtung kurz vor Beginn des Zweiten Weltkriegs 1939 fertiggestellt werden. „Es besteht eine absolute Authentizität in der Einheit von Räumlichkeit zur Einrichtung/Ausstattung, die in ihrer Vollständigkeit […] erhalten geblieben ist und in seiner Vollständigkeit als Zeitzeugnis für einen Protagonisten des organischen Bauens bewahrt wurde.“ | weitere Bilder |
| 09156204          | Bornstedt Am Schragen 1–57, Pappelallee 1, 2 (Lage) | Siedlung des Beamten-Wohnungs-Vereins Vaterland | | Siedlung des Beamten-Wohnungs-Vereins Vaterland |
| 09156105 Wikidata | Am Wildpark 1, 2, Elisenweg 1, 2, Im Wildpark 2 (Lage) | Wildpark mit Forsthäusern: Sanssoucitor (1. Försteretablissement, Am Wildpark 1), Nordtor (2. Försteretablissement, Kuhforter Damm 21), Südtor (3. Försteretablissement, Elisenweg 1), Wildmeisterei (Hegemeisterhaus, Im Wildpark 2), Bayerisches Haus (Elisenweg 2)   | | weitere Bilder |
| 09156115          | Potsdam West An der Pirschheide 28 (Lage) | Ausflugslokal „Seekrug“ | Der zur gastronomischen Nutzung errichtete langgestreckte Fachwerkbau (im niedersächsischen Fachwerkstil) entstand 1937 nach dem Entwurf des Architekten Reinhold Mohr. Den Innenausbau übernahm das Potsdamer Architekturbüro von Estorff & Winkler. | [[Vorlage:Bilderwunsch/code!/C:52.372946,13.015!/D:Potsdam West An der Pirschheide 28, Ausflugslokal „Seekrug“!/\|BW]]                                                           |
| 09156116          | Babelsberg Süd An der Sandscholle 50 (Lage) | Wohnhaus Knischewski | Das zweigeschossige Haus entstand 1935 nach den Plänen des Architekten Bruno Paul. „Es ist das vermutlich letzte von ihm entworfene Wohnhaus.“ Für die Auftraggeber, das Lehrerehepaar Knischewski, entwarf Paul außerdem einige Möbel für die Innenraumausstattung. | Wohnhaus Knischewski |
| 09156060          | Babelsberg Nord An der Sternwarte 16, 17a, 17b, 17c, Karl-Marx-Straße 35a, 35b (Lage) | Sternwarte Babelsberg mit Gartenanlage, Hauptgebäude, Pförtnerhaus und Toranlage, Direktorwohnhaus, Observatorenhäusern, Assistenten-, Studenten- und Nachtwächterhaus, Kesselhaus, Meridianhäusern, Spiegelteleskopgebäude, Gebäude für den Merzschen Refraktor, Miren | | weitere Bilder |
| 09156774          | Babelsberg Nord An der Sternwarte 16 (Lage) | Torhaus des Parks Babelsberg mit Nebengebäude | | Torhaus des Parks Babelsberg mit Nebengebäude |
| 09157290          | Babelsberg Süd August-Bebel-Straße 10, 11 (Lage) | Doppelwohnhaus | | [[Vorlage:Bilderwunsch/code!/C:52.3924159,13.1227707!/D:Babelsberg Süd August-Bebel-Straße 10, 11, Doppelwohnhaus!/\|BW]]                                                        |
| 09156607          | Babelsberg Süd August-Bebel-Straße 15, Marlene-Dietrich-Straße 27 (Lage) | Doppelvilla | Doppelvilla von Heinrich Joseph Kayser und Karl von Großheim; Ehemaliges „Waldsanatorium“ Neu-Babelsberg. | Doppelvilla |
| 09156206          | Babelsberg Süd August-Bebel-Straße 26-53 (Lage) | UFA-Großatelier, „Stumme Halle“ (Haus 1, heute „Marlene-Dietrich-Halle“) | | [[Vorlage:Bilderwunsch/code!/C:52.387191,13.119536!/D:Babelsberg Süd August-Bebel-Straße 26-53, UFA-Großatelier, „Stumme Halle“ (Haus 1, heute „Marlene-Dietrich-Halle“)!/\|BW]] |
| 09156059          | Babelsberg Süd August-Bebel-Straße 26–53 (Lage) | Tonfilmatelier (Haus 2, „Tonkreuz“) | | [[Vorlage:Bilderwunsch/code!/C:52.387345,13.11797!/D:Babelsberg Süd August-Bebel-Straße 26–53, Tonfilmatelier (Haus 2, „Tonkreuz“)!/\|BW]]                                       |
| 09156205          | Babelsberg Süd August-Bebel-Straße 26–53 (Lage) | DEFA-Kantinengebäude (Haus 2a) | | [[Vorlage:Bilderwunsch/code!/C:52.387914,13.118352!/D:Babelsberg Süd August-Bebel-Straße 26–53, DEFA-Kantinengebäude (Haus 2a)!/\|BW]]                                           |
| 09156207          | Babelsberg Süd August-Bebel-Straße 26–53 (Lage) | UFA-Produktionsarchiv mit Filmlehrschau (Haus 3) | | [[Vorlage:Bilderwunsch/code!/C:52.387466,13.121087!/D:Babelsberg Süd August-Bebel-Straße 26–53, UFA-Produktionsarchiv mit Filmlehrschau (Haus 3)!/\|BW]]                         |
| 09156208          | Babelsberg Süd August-Bebel-Straße 26–53 (Lage) | UFA-Klebehaus und Synchronatelier, Kino (Haus 4) | | [[Vorlage:Bilderwunsch/code!/C:52.386628,13.120706!/D:Babelsberg Süd August-Bebel-Straße 26–53, UFA-Klebehaus und Synchronatelier, Kino (Haus 4)!/\|BW]]                         |
| 09156211          | Babelsberg Süd August-Bebel-Straße 26–53 (Lage) | Gartenanlage zwischen Haus 3 und 4 | | [[Vorlage:Bilderwunsch/code!/C:52.387004,13.121001!/D:Babelsberg Süd August-Bebel-Straße 26–53, Gartenanlage zwischen Haus 3 und 4!/\|BW]]                                       |
| 09156209          | Babelsberg Süd August-Bebel-Straße 26–53 (Lage) | UFA-Technik- und Funktionsgebäude (Haus 5) | | [[Vorlage:Bilderwunsch/code!/C:52.387276,13.118898!/D:Babelsberg Süd August-Bebel-Straße 26–53, UFA-Technik- und Funktionsgebäude (Haus 5)!/\|BW]]                               |
| 09156210          | Babelsberg Süd August-Bebel-Straße 26–53 (Lage) | UFA-Kopieranstalt (Haus 8) | | [[Vorlage:Bilderwunsch/code!/C:52.388405,13.119091!/D:Babelsberg Süd August-Bebel-Straße 26–53, UFA-Kopieranstalt (Haus 8)!/\|BW]]                                               |
| 09156212          | Babelsberg Süd August-Bebel-Straße 26–53 (Lage) | DEFA-Kleindarstellerhaus (Haus 62) | | [[Vorlage:Bilderwunsch/code!/C:52.38615,13.121516!/D:Babelsberg Süd August-Bebel-Straße 26–53, DEFA-Kleindarstellerhaus (Haus 62)!/\|BW]]                                        |
| 09156117          | Babelsberg Süd August-Bebel-Straße 88 (Lage) | Invalidenheim der Kaiser-Wilhelm-Stiftung für deutsche Invaliden | Das Invalidenheim wurde um 1900 von Otto March entworfen. | Invalidenheim der Kaiser-Wilhelm-Stiftung für deutsche Invaliden |
| 09156118          | Babelsberg Süd August-Bebel-Straße 89 (Lage) | Präsidialgebäude des Deutschen Roten Kreuzes (heute Juristische Fakultät der Universität Potsdam) | Das Präsidialgebäude des Deutschen Roten Kreuzes entstand 1938–1943 im Stil nationalsozialistischer Repräsentationsarchitektur nach Plänen von Norbert Demmel. Heute befindet sich hier Juristische Fakultät der Universität Potsdam. | Präsidialgebäude des Deutschen Roten Kreuzes (heute Juristische Fakultät der Universität Potsdam)                                                                                |
| 09157370          | Babelsberg Süd August-Bebel-Straße 89 (Lage) | | Wohn- und Verwaltungsgebäude (Haus 2), Wohn und Verwaltungsgebäude mit Wirtschaftsgebäude (Haus 3) | [[Vorlage:Bilderwunsch/code!/C:52.39373,13.12843!/D:Babelsberg Süd August-Bebel-Straße 89,!/\|BW]]                                                                               |

## Ehemalige Baudenkmale
| ID-Nr. | Lage                                   | Bezeichnung                       | Beschreibung | Bild                              |
| ------ | -------------------------------------- | --------------------------------- | --- | --------------------------------- |
|        | Nördliche Innenstadt Am Kanal 7 (Lage) | Bürgerliches Wohnhaus mit Kaserne | Das Haus Nr. 7 ist wie das Haus Am Kanal 4a ein noch erhaltenes Typenhaus aus der Zeit Friedrich Wilhelms I. Nur die Fassade wurde später mehrfach verändert und die Tordurchfahrt überbaut. Das wahrscheinlich 1724 von Gayette errichtete Haus ging 1773 in den Besitz von Friedrichs II. Privatsekretär Henri de Catt über, der es 1777 mit dem Haus Berliner Straße 10 verband und auf dem Dach eine Puttengruppe mit seinem Wappen anbringen ließ. | Bürgerliches Wohnhaus mit Kaserne |